# Mercchali Ozurgeti
Mercchali Ozurgeti (gruz. საფეხბურთო კლუბი მერცხალი ოზურგეთი, Sapechburto Klubi Mercchali Ozurgeti) – gruziński klub piłkarski, mający siedzibę w mieście Ozurgeti, na zachodzie kraju. Obecnie występuje w Liga 3.

## Historia
Chronologia nazw:
- 1936: Mercchali Macharadze (gruz. სკ „მერცხალი“ მახარაძე)
- 1938: Zespół rejonu Macharadze (gruz. გუნდი მახარაძის რაიონის)
- 1946: Dinamo Macharadze (gruz. სკ „დინამო“ მახარაძე)
- 1948: Zespół rejonu Macharadze (gruz. გუნდი მახარაძის რაიონის)
- 1954: Kolmeurne Macharadze (gruz. სკ „კოლმეურნე“ მახარაძე)
- 1960: Sicharulis Macharadze (gruz. სკ „სიხარულის“ მახარაძე)
- 1961: Mercchali Macharadze (gruz. სკ „მერცხალი“ მახარაძე)
- 1990: Mercchali Ozurgeti (gruz. სკ „მერცხალი“ ოზურგეთი)
- 1993: Anako Ozurgeti (gruz. სკ „ანაკო“ ოზურგეთი)
- 1995: Mercchali Ozurgeti (gruz. სკ „მერცხალი“ ოზურგეთი)

Klub piłkarski Mercchali Ozurgeti został założony w miejscowości Macharadze w 1936 roku (niektóre źródła podają 1925). Mercchali języku polskim to jaskółka. W 1936 startował w rozgrywkach II grupy mistrzostw Gruzińskiej SRR, a w 1938 awansował do I grupy mistrzostw Gruzińskiej SRR, w których występował do 1967 roku. Klub często zmieniał nazwy. W latach 1938–1945 i 1948-1953 nazywał się Zespół rejonu Macharadze, w 1946-1947 Dinamo Macharadze, w 1954-1959 Kolmeurne Macharadze, w 1960 Sicharulis Macharadze. Dopiero od 1961 nosił nazwę Mercchali Macharadze. W 1959 i 1960 klub zdobył Puchar Gruzińskiej SRR, a w 1967 mistrzostwo. W 1968 debiutował w Klassie B Mistrzostw ZSRR (D3), zajmując 3.miejsce w grupie 4 Rosyjskiej FSRR. W następnym sezonie 1969 zajął 4.miejsce w grupie Zakaukazie w Klassie B (D3), a w 1970 po reorganizacji systemu lig klub został zdegradowany do Klassy B (D4). Sezon 1970 zakończył na 7.pozycji w 1 podgruppie grupy 2 Rosyjskiej FSRR i po kolejnej reorganizacji systemu lig zakwalifikował się do trzeciej ligi, zwanej Wtoraja liga (D3). We Wtoroj lidze występował w latach 1971–1975, 1983–1985, 1988–1989. W międzyczasie występował na poziomie amatorskim w mistrzostwach Gruzińskiej SRR. w 1982 zdobył Puchar Gruzińskiej SRR, a w 1982 i 1987 mistrzostwo Gruzińskiej SRR. W sezonie 1985/86 startował w Pucharze ZSRR, gdzie dotarł do 1/64 finału.
Po odzyskaniu niepodległości przez Gruzję w 1990 miasto zmieniło nazwę na Ozurgeti, a klub z nazwą Mercchali Ozurgeti debiutował w Umaglesi Liga (D1). W sezonie 1991/92 zajął ostatnie 20.miejsce w lidze i spadł do Pirweli Liga (D2). W 1993 klub zmienił nazwę na Anako Ozurgeti, ale w 1995 wrócił do nazwy Mercchali Ozurgeti. Sezon 1999/00 zakończył na 10 pozycji w grupie zachodniej B Pirweli Liga i spadł na dwa lata do Meore Liga (D3). W sezonie 2002/03 zajął drugie miejsce w Pirweli Liga i wrócił do Umaglesi Liga. W sezonie 2003/04 zajął ostatnią 12.pozycję w Umaglesi Liga i został zdegradowany o dwa poziomy do Meore Liga. W sezonie 2006/07 występował w Pirweli Liga, ale nie utrzymał się w niej i spadł z powrotem do trzeciej ligi. Dopiero w 2010 ponownie wrócił do drugiej ligi i potem występował w niej do 2016. Po zakończeniu sezonu 2015/16 spadł do Meore Liga.

## Barwy klubowe, strój
| Czerwony | Czarny |

Klub ma barwy czerwono-czarne. Zawodnicy domowe spotkania zazwyczaj grają w czerwonych koszulkach, czarnych spodenkach oraz czerwonych getrach.

## Sukcesy

### Trofea międzynarodowe
Nie uczestniczył w rozgrywkach europejskich (stan na 31-05-2019).

### Trofea krajowe
Gruzja
| \| \| Zdobyte trofea w rozgrywkach Gruzji (stan na: 31-12-2019) \| |                                                           |      |                                           |
| Rozgrywki                                                          | Osiągnięcie                                               | Razy | Sezon(y)                                  |
| Mistrzostwo                                                        | I miejsce                                                 | 0    |                                           |
| Mistrzostwo                                                        | II miejsce                                                | 0    |                                           |
| Mistrzostwo                                                        | III miejsce                                               | 0    |                                           |
| Mistrzostwo                                                        | 9.miejsce                                                 | 1    | 1990                                      |
| Puchar                                                             | zdobywca                                                  | 0    |                                           |
| Puchar                                                             | finalista                                                 | 0    |                                           |
| Puchar                                                             | ćwiećfinalista                                            | 1    | 1990                                      |
| II liga                                                            | I miejsce                                                 | 0    |                                           |
| II liga                                                            | II miejsce                                                | 3    | 1993/94 (dasawleti), 2002/03, 2011/12 (A) |
| II liga                                                            | III miejsce                                               | 2    | 1996/97 (dasawleti)                       |
| Gruzja                                                             | Zdobyte trofea w rozgrywkach Gruzji (stan na: 31-12-2019) |      |                                           |

- Meore Liga (D3):
  - wicemistrz (1x): 2016 (dasawleti B)

ZSRR
| \| \| Zdobyte trofea w rozgrywkach Związku Radzieckiego (stan na: 31-12-1992) \| |                                                                         |      |          |
| Rozgrywki                                                                        | Osiągnięcie                                                             | Razy | Sezon(y) |
| Mistrzostwo                                                                      | I miejsce                                                               | 0    |          |
| Mistrzostwo                                                                      | II miejsce                                                              | 0    |          |
| Mistrzostwo                                                                      | III miejsce                                                             | 0    |          |
| Puchar                                                                           | zdobywca                                                                | 0    |          |
| Puchar                                                                           | finalista                                                               | 0    |          |
| Puchar                                                                           | 1/64 finału                                                             | 1    | 1985/86  |
| II liga                                                                          | I miejsce                                                               | 0    |          |
| II liga                                                                          | II miejsce                                                              | 0    |          |
| II liga                                                                          | III miejsce                                                             | 0    |          |
|                                                                                  | Zdobyte trofea w rozgrywkach Związku Radzieckiego (stan na: 31-12-1992) |      |          |

- Klass B/Wtoraja liga (D3):
  - mistrz (1x): 1985 (gr.9)
  - wicemistrz (1x): 1984 (gr.9)
  - 3.miejsce (2x): 1968 (gr.4 RFSRR), 1985 (finał 2)

- Mistrzostwa Gruzińskiej SRR (D4):
  - mistrz (3x): 1967, 1982, 1987

- Puchar Gruzińskiej SRR (D4):
  - zdobywca (3x): 1959, 1960, 1982

## Poszczególne sezony

### Rozgrywki międzynarodowe

#### Europejskie puchary
Nie uczestniczył w rozgrywkach europejskich.

### Rozgrywki krajowe
ZSRR
| \| \| Bilans występów klubu w rozgrywkach piłkarskich Związku Radzieckiego (Stan na 31 grudnia 1992 r.) \| |                                                                                                   |        |       |   |   |   |    |    |     |                                            |        |        |      |
| Poziom | Rozgrywki                                                                                         | Sezony | Mecze | Z | R | P | B+ | B– | Pkt | Lata                                       | Awanse | Spadki | Naj. |
| I | Wysszaja Liga                                                                                     | 0      |       |   |   |   |    |    |     |                                            |        |        |      |
| II | Klass A, II gruppa                                                                                | 0      |       |   |   |   |    |    |     |                                            |        |        |      |
| III | Klass B - gr.RFSRR/Wtoraja liga                                                                   | 12     |       |   |   |   |    |    |     | 1968–1969, 1971–1975, 1983–1985, 1988–1989 | 0      | 3      | 1    |
| IV | Klass B                                                                                           | 1      |       |   |   |   |    |    |     | 1970                                       | 1      | 0      | 7    |
| | Puchar ZSRR                                                                                       | 1      |       |   |   |   |    |    |     | 1985/86                                    | 0      | 0      | 1/64 |
| | Bilans występów klubu w rozgrywkach piłkarskich Związku Radzieckiego (Stan na 31 grudnia 1992 r.) |        |       |   |   |   |    |    |     |                                            |        |        |      |

Gruzja
| \| Gruzja \| Bilans występów klubu w rozgrywkach piłkarskich Gruzji (Stan na 31 maja 2019 r.) \| \| |                                                                                  |        |       |   |   |   |    |    |     |                                        |        |        |      |
| Poziom                                                                                              | Rozgrywki                                                                        | Sezony | Mecze | Z | R | P | B+ | B– | Pkt | Lata                                   | Awanse | Spadki | Naj. |
| I                                                                                                   | Erownuli Liga                                                                    | 4      |       |   |   |   |    |    |     | 1991–1992, 2003/04                     | 0      | 2      | 9    |
| II                                                                                                  | Pirweli Liga/Erownuli Liga 2                                                     | 16     |       |   |   |   |    |    |     | 1992–2000, 2002/03, 2006/07, 2010–2016 | 1      | 2      | 2    |
| III                                                                                                 | Meore Liga/Liga 3                                                                | 8      |       |   |   |   |    |    |     | 2000–2002, 2004–2006, 2007–2010, 2016  | 3      | 1      | 2    |
| | Puchar Gruzji                                                                    | ?      |       |   |   |   |    |    |     | od 1990                                | 0      | 0      | 1/4  |
| Gruzja                                                                                              | Bilans występów klubu w rozgrywkach piłkarskich Gruzji (Stan na 31 maja 2019 r.) |        |       |   |   |   |    |    |     |                                        |        |        |      |

## Struktura klubu

### Stadion
Klub piłkarski rozgrywa swoje mecze domowe na stadionie Megobroba w Ozurgeti, który może pomieścić 3500 widzów.

### Inne sekcje
Klub prowadzi drużyny dla dzieci i młodzieży w każdym wieku.

## Kibice i rywalizacja z innymi klubami

### Rywalizacja
Największymi rywalami klubu są inne zespoły z okolic.

### Derby
- Szukura Kobuleti
- Guria Lanczchuti